# 中代唯
中代唯（なかだい ゆい、1987年12月28日 - ）は、埼玉県出身の陸上選手。川口市立川口南中学校から埼玉栄高等学校へ進み、実業団のヤマダ電機で競技を続けていた。小柄でかわいらしい外見だが大きなランニングフォームで走る。